# 칠곡대로
칠곡대로(Chilgok-daero)는 경상북도 칠곡군 북삼읍 보손리와 지천면을 거쳐 연결하는 도로이다.

## 역사
- 1998년 5월 8일 : 칠곡군 약목면 관호리 ~ 왜관읍 삼청리 6 km 구간 확장 개통, 기존 4.68 km 구간 폐지[1]
- 2002년 9월 30일 : 왜관IC ~ 대구시계간 도로(경상북도 칠곡군 왜관읍 삼청리 ~ 대구광역시 북구 태전동) 18.94 km 구간 확장 개통[2]
- 2004년 1월 1일 : 관호 교차로의 관호대교(칠곡군 약목면 관호리 ~ 무림리) 3.0 km 구간 개통[3]
- 2008년 12월 17일 : 김천 ~ 약목간 도로(김천시 덕곡동 ~ 칠곡군 약목면 복성리) 19.22km 전 구간 확장 개통[4]
- 2009년 1월 7일 : 김천 ~ 약목간 도로 개통으로 기존 김천시 농소면 월곡리 ~ 칠곡군 북삼읍 승오리 14.1 km 구간 폐지[5]
- 2009년 7월 10일 : 2개 이상 시·도에 걸쳐 있는 도로로 칠곡대로를 고시[6]

## 주요 경유지
경상북도
- 칠곡군 (북삼읍 · 약목면 · 기산면 · 왜관읍 · 지천면)

## 노선
| 이름                          | 접속 노선                                                  | 소재지          | 소재지                                                    | 비고                                                      |
| 영남대로와 직결               | 영남대로와 직결                                            | 영남대로와 직결 | 영남대로와 직결                                           | 영남대로와 직결                                           |
| ----------------------------- | ---------------------------------------------------------- | --------------- | --------------------------------------------------------- | --------------------------------------------------------- |
| 지경교                        |                                                            | 칠곡군          | 북삼읍                                                    | 국도 제4호선 구간                                         |
| 숭오 교차로                   | 금오동천로                                                 | 칠곡군          | 북삼읍                                                    | 국도 제4호선 구간 대구 방면 진출 불가 김천 방면 진입 불가 |
| 평촌교                        |                                                            | 칠곡군          | 북삼읍                                                    | 국도 제4호선 구간                                         |
| 상원교                        | 보손1길                                                    | 칠곡군          | 북삼읍                                                    | 국도 제4호선 구간                                         |
| 약수교                        | 어로2길                                                    | 칠곡군          | 북삼읍                                                    | 국도 제4호선 구간                                         |
| 복성네거리                    | 금오대로 복성19길                                          | 칠곡군          | 약목면                                                    | 국도 제4호선 구간                                         |
| 약목역삼거리                  | 약목로 복성10길                                            | 칠곡군          | 약목면                                                    | 국도 제4호선 구간                                         |
| 약목교                        |                                                            | 칠곡군          | 약목면                                                    | 국도 제4호선 구간                                         |
| 남계삼거리                    | 약목로                                                     | 칠곡군          | 약목면                                                    | 국도 제4호선 구간                                         |
| 무림교                        | 무림1길                                                    | 칠곡군          | 약목면                                                    | 국도 제4호선 구간                                         |
| 관호 교차로                   | 국도 제33호선 (강변서로)                                   | 칠곡군          | 약목면                                                    | 국도 제4, 33호선 구간                                     |
| 장평교                        | 관호5길                                                    | 칠곡군          | 약목면                                                    | 국도 제4, 33호선 구간                                     |
| 칠곡경찰서                    | 관호6길                                                    | 칠곡군          | 약목면                                                    | 국도 제4, 33호선 구간                                     |
| 관호 교차로 (관호지하차도)    | 중앙로 관호8길 관호10길                                    | 칠곡군          | 약목면                                                    | 국도 제4, 33호선 구간                                     |
| 칠곡소방서                    | 주산로                                                     | 칠곡군          | 기산면                                                    | 국도 제4, 33호선 구간                                     |
| 죽전 교차로                   | 국도 제33호선 (가야로)                                     | 칠곡군          | 기산면                                                    | 국도 제4, 33호선 구간                                     |
| 제2왜관교                     | 국가지원지방도 제67호선 국가지원지방도 제79호선 (강변대로) | 칠곡군          | 기산면                                                    | 국도 제4호선 구간 국가지원지방도 제79호선 구간            |
| 제2왜관교                     | 국가지원지방도 제67호선 국가지원지방도 제79호선 (강변대로) | 칠곡군          | 왜관읍                                                    | 국도 제4호선 구간 국가지원지방도 제79호선 구간            |
| (중앙교 북단)                 | 중앙로                                                     | 칠곡군          |                                                           | 국도 제4호선 구간 국가지원지방도 제79호선 구간            |
| 매원사거리                    | 국가지원지방도 제79호선 (호국평화로) 관문로                | 칠곡군          |                                                           | 국도 제4호선 구간 국가지원지방도 제79호선 구간            |
| 매원교                        |                                                            | 칠곡군          | 국도 제4호선 구간                                         |                                                           |
| (왜관IC주유소)                | 현대로 삼청1길 삼청2길                                     | 칠곡군          | 국도 제4호선 구간                                         |                                                           |
| 왜관 나들목                   | 1호선 경부고속도로                                         | 칠곡군          | 국도 제4호선 구간                                         |                                                           |
| 공단삼거리                    | 공단로                                                     | 칠곡군          | 국도 제4호선 구간                                         |                                                           |
| 삼청교 제2연화교              |                                                            | 칠곡군          | 국도 제4호선 구간                                         |                                                           |
| 칠곡물류 나들목 (연화 교차로) | 1호선 경부고속도로 금호로                                  | 칠곡군          | 국도 제4호선 구간                                         | 지천면                                                    |
| (송정과선교 북단)             | 신동로                                                     | 칠곡군          | 국도 제4호선 구간 대구 방면 진입 불가 김천 방면 진출 불가 | 지천면                                                    |
| 송정과선교                    |                                                            | 칠곡군          | 국도 제4호선 구간                                         | 지천면                                                    |
| 신동 교차로 (송정교)          | 신동로 하빈로                                              | 칠곡군          | 국도 제4호선 구간                                         | 지천면                                                    |
| 덕산과선교 덕산교             |                                                            | 칠곡군          | 국도 제4호선 구간                                         | 지천면                                                    |
| 덕산리                        | 지방도 제923호선 (지천로)                                  | 칠곡군          | 국도 제4호선 구간                                         | 지천면                                                    |
| 연호 교차로                   | 사수로 용산로 하납길                                       | 칠곡군          | 국도 제4호선 구간                                         | 지천면                                                    |
| (연호천교)                    |                                                            | 칠곡군          | 국도 제4호선 구간                                         | 지천면                                                    |
| 낙산삼거리                    | 신동재로                                                   | 칠곡군          | 국도 제4호선 구간                                         | 지천면                                                    |
| 지천 나들목                   | 700호선 대구외곽순환고속도로                               | 칠곡군          | 국도 제4호선 구간                                         | 지천면                                                    |
| 태전로와 직결                 |                                                            |                 |                                                           |                                                           |

## 주요 건물 및 시설
- 약목역 (경상북도 칠곡군 약목면 칠곡대로 635)
- 약목과적차량검문소 (경상북도 칠곡군 약목면 칠곡대로 781)
- 칠곡경찰서 (경상북도 칠곡군 약목면 칠곡대로 1050)
- 칠곡소방서 (경상북도 칠곡군 기산면 칠곡대로 1216)
- 연화역 (경상북도 칠곡군 지천면 칠곡대로 2054-4)